# Coopération (économie sociale)
 (février 2013).
Pour les articles homonymes, voir Coopération.
Ne doit pas être confondu avec Coopération (service national).
Cet article est à vocation générale, les articles coopérative et mutuelle traitent des spécificités de ces deux types de structures.
La coopération est une forme d'organisation collective qui entend promouvoir dans le domaine économique et social un système fondé sur une vision partagée des différents acteurs, dans un esprit d'intérêt général, au service de toutes les parties prenantes. Cela suppose un certain degré de confiance et de compréhension. La coopération, antagoniste à l'esprit de concurrence entendu sous sa forme libérale, conduit à réviser les modes de fonctionnement ainsi que les relations économiques pour les subordonner à la réalisation de finalités plus sociales et plus solidaires. Cette recherche du bien commun peut se manifester sous une pluralité de formes :
- sous des formes spontanées, souvent individuelles, en particulier avec les systèmes d'échanges locaux (SEL)
- sous des formes organisées avec l'instauration de structures d'économie sociale, par l'initiation et la propagation de comportements d'économie solidaire) ou par l'emploi de nouvelles formes de contrats (Cf l'exemple des logiciels libres avec le principe de copyleft).

## Les bases de la coopération
Une analyse des écrits scientifiques et des recherches terrain démontrent qu'en général la coopération s'exprime au moyen de quatre variables fonctionnelles:
1) la flexibilité ou la capacité à s'adapter aux besoins des autres; 2) la considération ou la volonté de considérer les besoins et sentiments des autres; 3) l'échange d'
information; et 4) la résolution commune de problèmes. Les deux premières variables sont considérées comme étant émotionnelles parce qu'elles relèvent davantage
du ressenti et les deux dernières relèvent davantage du cognitif parce qu'elles évoquent un effort de rationalisation,.

## Fondateurs (économie sociale)
Le berceau de la coopération souvent considéré comme étant Bonneville (Haute-Savoie) a connu le passage de Robert Owen (1771-1858) lui-même considéré comme le père fondateur du mouvement coopératif moderne. Il fait fortune dans le commerce du coton et désire améliorer les conditions de travail et de vie de ses employés par l'éducation des travailleurs et de leurs enfants, la mise en place de crèches et de villages communautaires… Il met en œuvre ses idées avec succès dans sa filature de New Lanark en Écosse. La première coopérative de consommateurs (magasin coopératif) y est créée. Cette réussite lui donne l'idée de créer des « villages of co-operation » où les travailleurs pourraient se sortir eux-mêmes de la pauvreté en produisant leur propre nourriture, fabricant leurs propres vêtements et finalement en se gouvernant eux-mêmes. Il tente de créer de telles communautés à Orbiston en Écosse et à New Harmony, dans l'Indiana aux États-Unis, mais sans succès.
Charles Fourier (1772-1837) est l'inventeur des phalanstères. Jean-Philippe Buchez (1796-1866) initie les associations ouvrières de production. Louis Blanc (1811-1882) crée les ateliers sociaux et Pierre-Joseph Proudhon (1809-1865) inspire les mouvements du mutualisme et de l'autogestion.

Voir aussi :
- Claude Henri de Rouvroy, comte de Saint-Simon
- Frédéric Le Play (1806-1882)
- Charles Gide (1847-1932)

Bien que Friedrich Engels les désigne comme des « socialistes utopiques », les différents fondateurs de l'économie sociale partagent le souci de rechercher et de faire vivre des propositions pratiques plutôt que théoriques.

## Histoire du mouvement coopératif / mutualiste
En 1844, la société Équitables Pionniers est créée en Angleterre. Trois ans plus tard, en 1847, Friedrich Wilhelm Raiffeisen fonde une boulangerie coopérative en Allemagne. En 1884, la Chambre Consultative des Associations Ouvrières de Production voit le jour, devenant l'ancêtre de la Confédération Générale des SCOP. En 1895, l'identité coopérative est officiellement déclarée, et en 1901, la liberté d'association est définie en France. Le statut de la coopération en France est établi en 1947. Depuis 2002, l'Organisation Internationale du Travail (OIT) recommande la structuration coopérative des entreprises pour promouvoir un travail décent.

## Exemples de coopération
Esprit régnant dans le développement des logiciels libres, ou encore dans l'encyclopédie libre qu'est Wikipédia.
Quand le terme est utilisé en écologie, il signifie que des espèces animales ou végétales vont tirer un avantage de la présence de l'autre, il ne faut pas confondre cette relation optionnelle (dont le terme spécifique en écologie est commensalisme) avec une relation obligatoire, la symbiose.
Dans le domaine économique, les coopérations territorialisées renvoient à l'ancrage territorial des entreprises.

## Exemple spécifique du mouvement coopératif
Nombre d'associations d'entraide et de sociétés coopératives et mutuelles sont nées dans divers pays dans la deuxième partie du XIXe siècle avec l'éclosion du mouvement coopératif. L'exemple a été repris depuis quelques décennies dans des pays en développement, par exemple au niveau de l'agriculture ou du microcrédit.
Juridiquement, une société coopérative est une société privée dont le capital est détenu par ses propres salariés, ses clients ou ses consommateurs qui en élisent le dirigeant. Dans une mutuelle, ce sont les adhérents (les usagers) qui ont ce rôle.
Les porteurs de parts sociales d'une coopérative sont appelés sociétaires, ou coopérateurs-associés, et non pas actionnaires (pour montrer la différence avec les autres sociétés privées). La société, tout en ayant des cadres de direction pour sa gestion courante, élit un conseil d'administration et prend ses décisions importantes en assemblée générale de ses sociétaires selon le principe « un homme, une voix » et non « une action, une voix. »
Souvent, les sociétés coopératives s'assemblent en fédérations, selon un système de « pyramide inversée ». Le pouvoir émane des sociétaires des caisses de base (caisses locales en général), elles-mêmes contrôlant par leurs délégués les caisses de 2e niveau (caisses régionales essentiellement), qui contrôlent à leur tour les niveaux supérieurs (« unions » et caisses centrales nationales, fédérations internationales…). Tout en haut, il existe aussi dans chaque pays une union représentative des coopératives.